# Lucius Tettius Iulianus
Lucius Tettius Iulianus est un sénateur et général romain du Ier siècle, consul suffect en 83 sous Domitien, victorieux des Daces de Décébale à la première bataille de Tapae en 88 lors de la guerre dacique de Domitien.

## Biographie

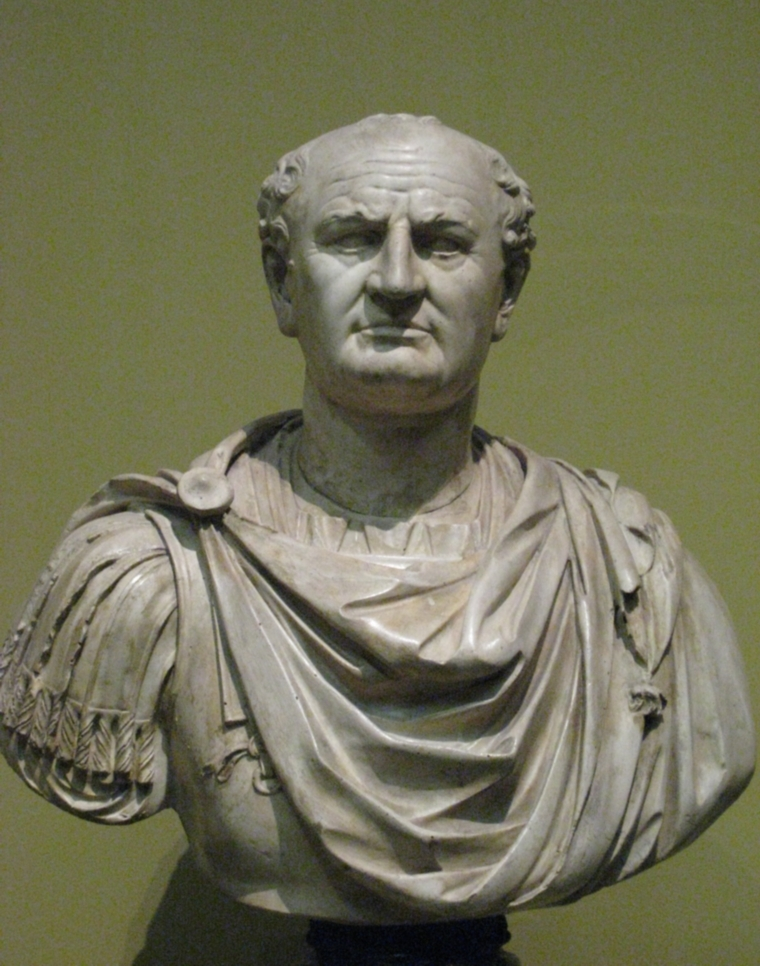
Buste de l'empereur Vespasien (69 - 79).

### Année des quatre empereurs
En 69, il est légat de la legio VII Claudia en Mésie, sous le gouverneur Marcus Aponius Saturninus. Il reçoit les ornements consulaires de l’empereur Othon pour ses succès contre les Sarmates.
Lorsque les armées illyriennes se déclarent fidèles à Vespasien, ainsi que deux des trois légions mésiques dont celle que Tettius Iulianus commande, Aponius Saturninus, gouverneur de Mésie, envoie un centurion assassiner Tettius Iulianus. Tacite nous dit qu'il s'agit d'une vengeance personnelle sous couvert d’un motif politique. Tettius Iulianus, apprenant le danger, prend la fuite et n'est plus mêlé à la guerre civile, reculant sous différents prétextes son arrivée au camp de Vespasien.
Pour l'an 70, il avait été nommé préteur. Mais sa magistrature lui est retirée sous prétexte qu’il a abandonné sa légion lorsqu’elle passe sous les drapeaux de Vespasien, le nouvel empereur. La préture lui est rendue peu de temps après, une fois qu'on lui reconnaît avoir rejoint Vespasien.

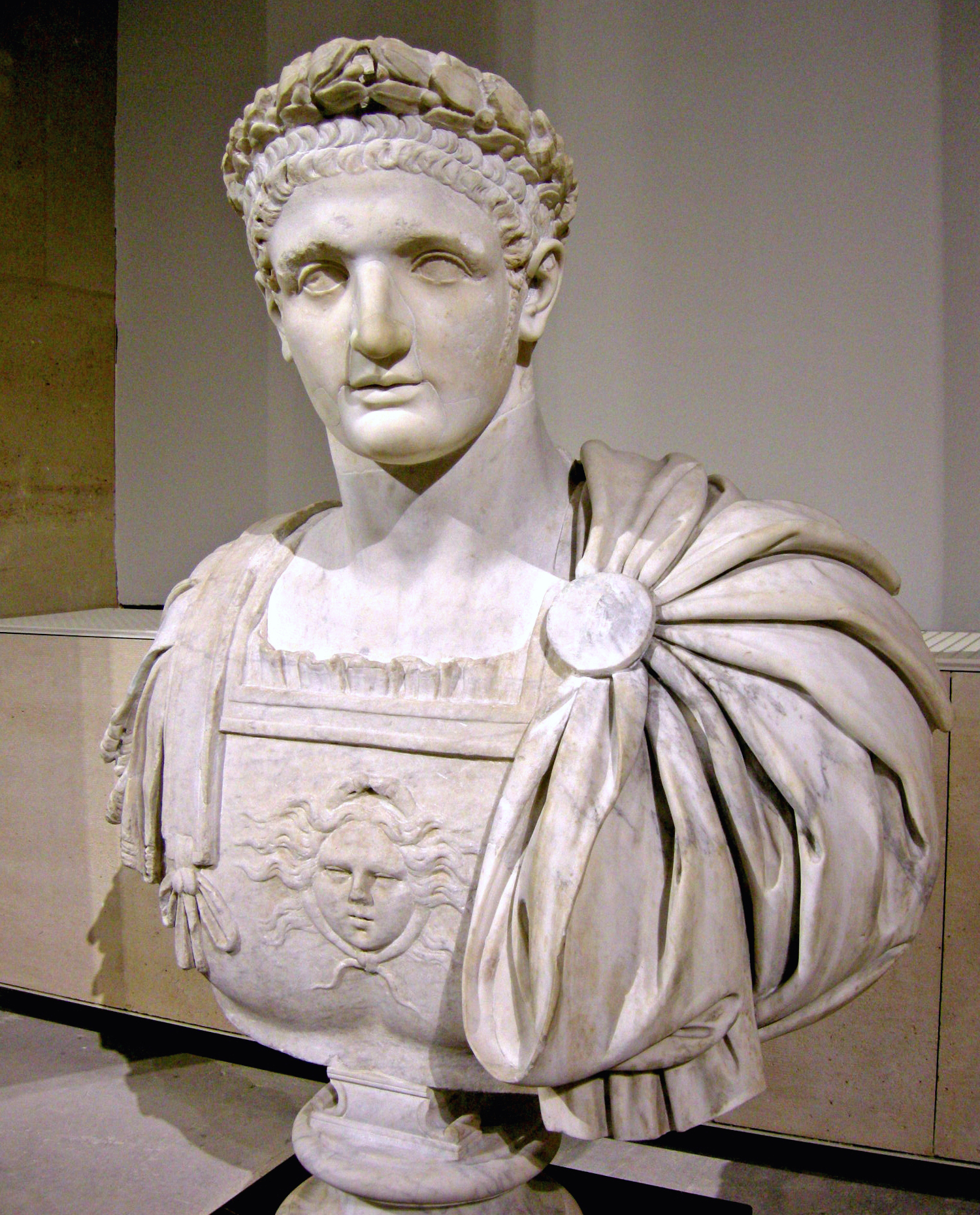
Buste de l’empereur Domitien (81 - 96).

### Sous Titus et Domitien
Sous Titus, il est légat autour de 81 en Numidie, année à laquelle un camp romain est érigé à Lambaesis pour la legio III Augusta. Il reste légat en l’an 82 sous le nouvel empereur, Domitien.
Il est consul suffect en 83, succédant à l'empereur Domitien, consul éponyme de l'année, et précédant Marcus Cornelius Nigrinus, un autre suffect.
En l'an 85, les Daces envahissent la Mésie romaine dont il tue le gouverneur, Caius Oppius Sabinus. Domitien réunit une armée et repousse l’invasion, nommant ensuite le préfet du prétoire Cornelius Fuscus à la tête des opérations et l'envoyant en 86 en Dacie pour une expédition punitive. Ce dernier est sévèrement battu et tué près vraisemblablement de Tapae,.
En 88, Domitien, après un an de préparatifs, nomme comme nouveau commandant en chef, Tettius Iulianus. Celui-ci traverse le Danube, probablement en face de la forteresse légionnaire de Viminacium, réussit, à l’automne suivant, à rejoindre la plaine de Caransebeş, en face des Portes de Fer, après une marche d’approche épuisante sur plusieurs colonnes, rendue difficile par les attaques continues des Daces. Près de la localité appelée Tapae se déroule une grande bataille, suivie par la défaite des Daces. Iulianus, toutefois, ne marche pas sur la capitale ennemie de Sarmizegetusa. Selon Dion Cassius, il est retenu par un stratagème de Décébale qui aurait coupé des troncs d’arbre en les habillant en soldats bien armés et après les avoir positionnés en défense de la capitale de la Dacie, réussit à conduire les Romains à renoncer à avancer en territoire ennemi.
On peut penser qu’il y a d’autres motifs pour lesquels Tettius Iulianus reporte ultérieurement l’avance. La raison principale serait la difficulté de traverser les Portes de Fer à une période proche de l’hiver, et d’être obligé de supporter un séjour en territoire dace jusqu’au printemps suivant, en préparation d’une marche l’année suivante sur Sarmizegetusa. L'année suivante, l'empereur doit faire face à la révolte d'Antonius Saturninus et à une guerre contre les Marcomans, les Quades et les Sarmates Iazyges. Ces événements provoquent inévitablement un retrait des armées romaines de la Dacie et la stipulation d’un traité de paix.
Dans un poème de Stace, datant du règne de Domitien, ce dernier évoque la sœur de Tettius Iulianus, une certaine Etrusca, et dit que « les faisceaux, la chaise curule sont l'apanage de son frère ; il dirige les glaives de l’Ausonie et guide fidèlement nos étendards, quand un accès de délire saisissant le Dace farouche, nous lui infligeons la honte d'une mémorable défaite ».
Tettius Iulianus est en outre gouverneur de la Mésie supérieure à partir de 88,, la province ayant été subdivisée en deux après 85. Lucius Funisulanus Vettonianus est son prédécesseur dans la province supérieure et c'est Marcus Cornelius Nigrinus qui gouverne la Mésie inférieure entre 85/86 et 88/89, participant aux campagnes daciques et y recevant de nombreuses décorations.